# Dichocrocis leucostalis
Dichocrocis leucostalis là một loài bướm đêm trong họ Crambidae.